# Tausendfüßler (Bonn)

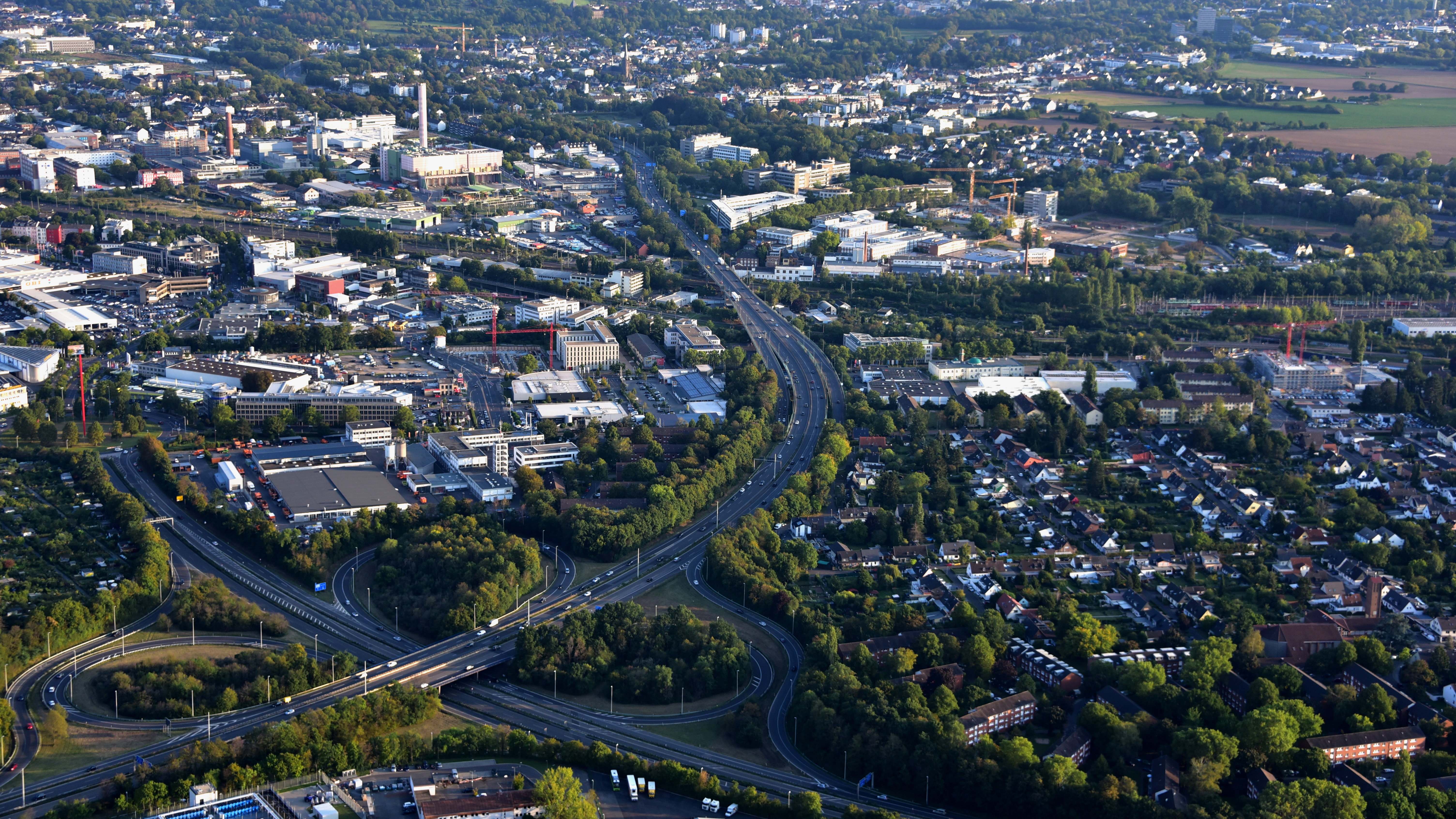
Tausendfüßler, Luftaufnahme (2019)

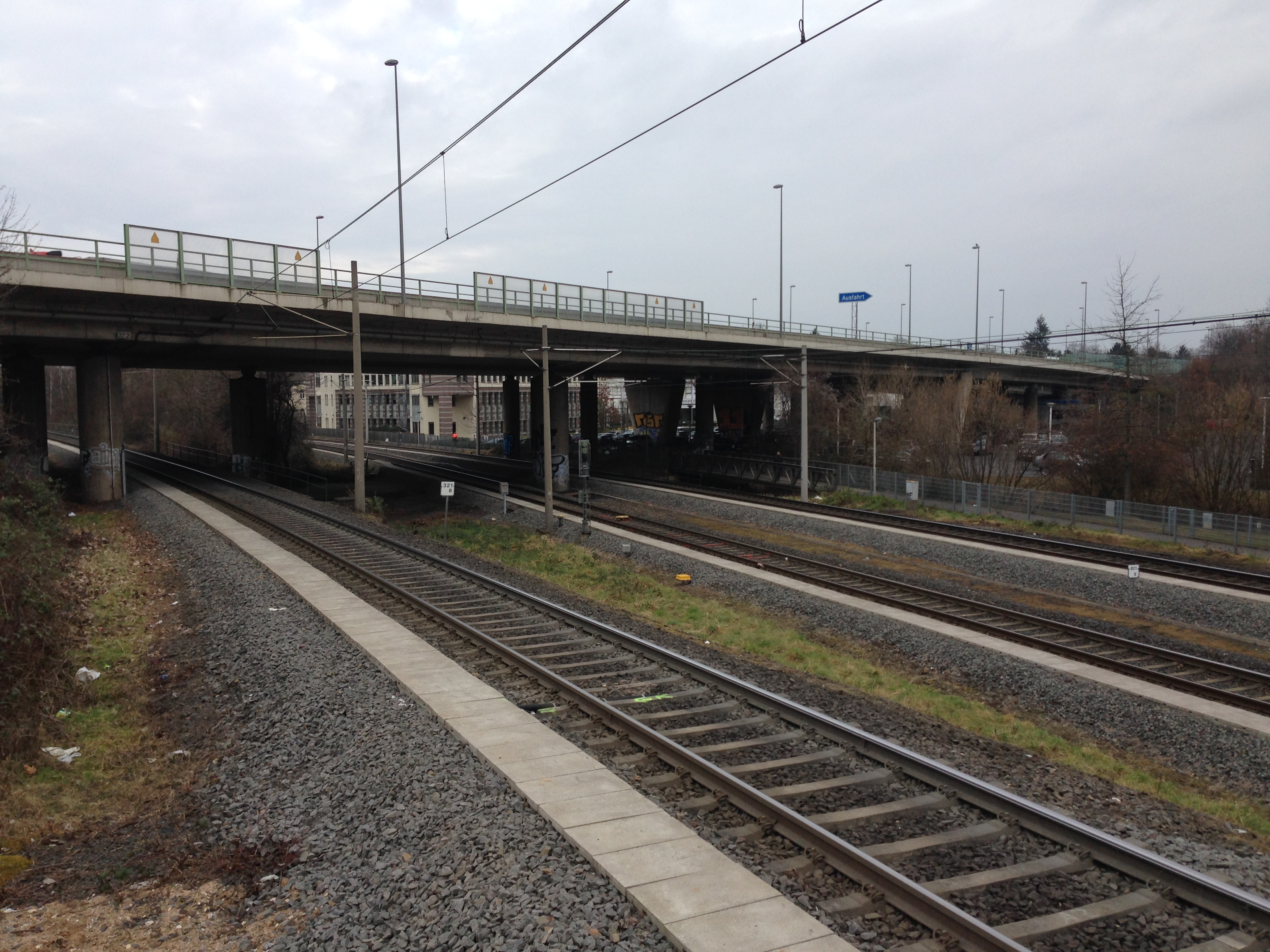
Tausendfüßler

Als Tausendfüßler wird ein 630 m langes Brückenbauwerk in Bonn bezeichnet, auf dem die Bundesautobahn 565 zwischen den Anschlussstellen Bonn-Tannenbusch und Bonn-Endenich vierspurig ohne Standstreifen durch die Industrie- und Gewerbeflächen der Weststadt als Hochstraße verläuft. Das Bauwerk wurde 1959 im Zuge einer neuen Hochstraße namens B 9 (Teilortsumgehung Bonn) zwischen Lengsdorf und dem Kreuz Bonn-Nord für den Verkehr freigegeben. Die Strecke wurde 1971 zur Autobahn A 221 aufgestuft, die 1974 ihre heutige Nummer erhielt.

## Name und Konstruktion
Der Name Tausendfüßler, der freilich nur umgangssprachlich benutzt wird, rührt von der Brückenkonstruktion her, die aus vielen einzelnen Säulen besteht. Im engeren Sinne wird nur die nördliche Konstruktion zusammen mit der Auffahrt so benannt. Die südliche Brücke weist lediglich drei massive Querstützen auf. Da die Schnellstraße anfangs nur als Bundesstraße geplant war, hat sie keinen Standstreifen, sondern nur zwei Fahrspuren je Richtung.
Der Tausendfüßler überquert zunächst im Norden den Lievelingsweg und die Brühler Straße. Anschließend folgen die vier Gleise der ehemaligen KBE-Strecken Vorgebirgsbahn und Rheinuferbahn, die heute durch die Stadtbahn genutzt werden. Beide Strecken überqueren wiederum im Bereich des Tausendfüßlers den Rheindorfer Bach, wobei sich die Rheinuferbahn bereits auf den Rampen des Überwerfungsbauwerkes zur Verflechtung beider Strecken befindet. Nach Überquerung des Lambarenewegs wird der Nordkopf des Bonner Güterbahnhofs überquert, in dem sich jeweils zweigleisig die linken Rheinstrecke, die Verbindung zum HGK-Übergabebahnhof Bonn-Bendenfeld und die Voreifelbahn mit mehreren Industrieanschlussgleisen treffen. Unter den Gleisen verläuft die Straße Am Propsthof. Direkt südlich der Gleisanlagen folgt noch die Überführung der Straße Am Dickobskreuz.
Der Name Dransdorfer Weg für die südliche Brücke ergibt sich daraus, dass früher eine gleichnamige Straße dort langführte (in der Minus-Eins-Ebene), die ungefähr dem Verlauf des heutigen Propsthofes unter der Autobahn und weiter der heutigen Siemensstraße Richtung Dransdorf folgte. Diese historische Streckenführung wiederum war in den Anfangszeiten der Eisenbahn in Form eines Bahnübergangs realisiert. Später erfolgte die unterirdische Bahnquerung. Die linke Rheinstrecke wird somit an dieser Stelle sowohl von einer Straße unter- als auch überquert, eine sehr seltene Situation.

## Ausbauplanungen
Es gibt seit vielen Jahren Überlegungen, den mit über 100.000 Fahrzeugen pro Tag stark belasteten Autobahnabschnitt auf sechs Spuren zu erweitern. Aus einer Machbarkeitsstudie im Jahr 2006 entstanden zwei Varianten. Bei Fortführung als Hochstraße würde diese um den Abschnitt Lievelingsweg/Brühler Straße verkürzt und dort auf einem Damm geführt und der verbleibende Teil durch eine neue Brückenkonstruktion ersetzt. Die andere Variante sieht eine Tieflegung der Autobahn von 6 bis 7 m unter das Geländeniveau vor, bei der der Tausendfüßler abgerissen würde. Seitens der Stadt Bonn wurde eine Realisierung in den Jahren 2010 bis 2020 angestrebt. Das Nutzungsdauerende liegt laut Landesbetrieb Straßenbau NRW bei 2022.
Von April 2006 bis Dezember 2007 wurde das Bauwerk umfangreich saniert. Zunächst sollten die Bauarbeiten bis März 2007 abgeschlossen sein, aufgrund des unerwartet schlechten Zustandes und witterungsbedingter Verzögerungen verschob sich die Fertigstellung jedoch um neun Monate. Die Kosten der Renovierung von Tausendfüßler und der benachbarten Brücke Dransdorfer Weg beliefen sich auf etwa 5 Millionen Euro. Ab Juli 2012 wurde eine weitere Sanierung geplant, gleichzeitig wurden mittelfristig ein Abriss und Neubau der gesamten Brücke aufgrund des Zustandes in Aussicht gestellt. Die Verstärkungsarbeiten wurden am 13. Mai 2013 aufgenommen und im September 2013 abgeschlossen.
Der Zeitraum der Arbeiten zum Ersatzneubau hat sich mehrfach verschoben und wird Anfang 2020 mit Ende 2021 bis 2027 angegeben. Dabei wird das komplette Bauwerk zwischen Autobahnkreuz Bonn-Nord und Anschlussstelle „Endenicher Ei“ ersetzt und aufgrund der bisherigen Belastung sechsspurig ausgebaut. Das aktuelle Bauwerk ist für 70.000 Fahrzeuge am Tag ausgelegt, der Neubau soll etwa 115.000 Fahrzeuge/Tag verkraften. Genutzt wird die A 565 in diesem Abschnitt Stand 2019 von 93.000 Fahrzeugen/Tag, die Prognose geht 2030 von etwa 102.000 Fahrzeugen/Tag aus. Eine Bürgerinitiative fordert den Bau eines Radwegs statt zusätzlicher Autospuren auf dem Tausendfüßler-Neubau.